# Pallacanestro Olimpia Milano 2024-2025
Questa voce raccoglie le informazioni riguardanti la Pallacanestro Olimpia Milano nelle competizioni ufficiali della stagione 2024-2025.

## Stagione
La stagione 2024-2025 della Pallacanestro Olimpia Milano, sponsorizzata EA7 Emporio Armani, è la 92ª nel massimo campionato italiano di pallacanestro, la Serie A.

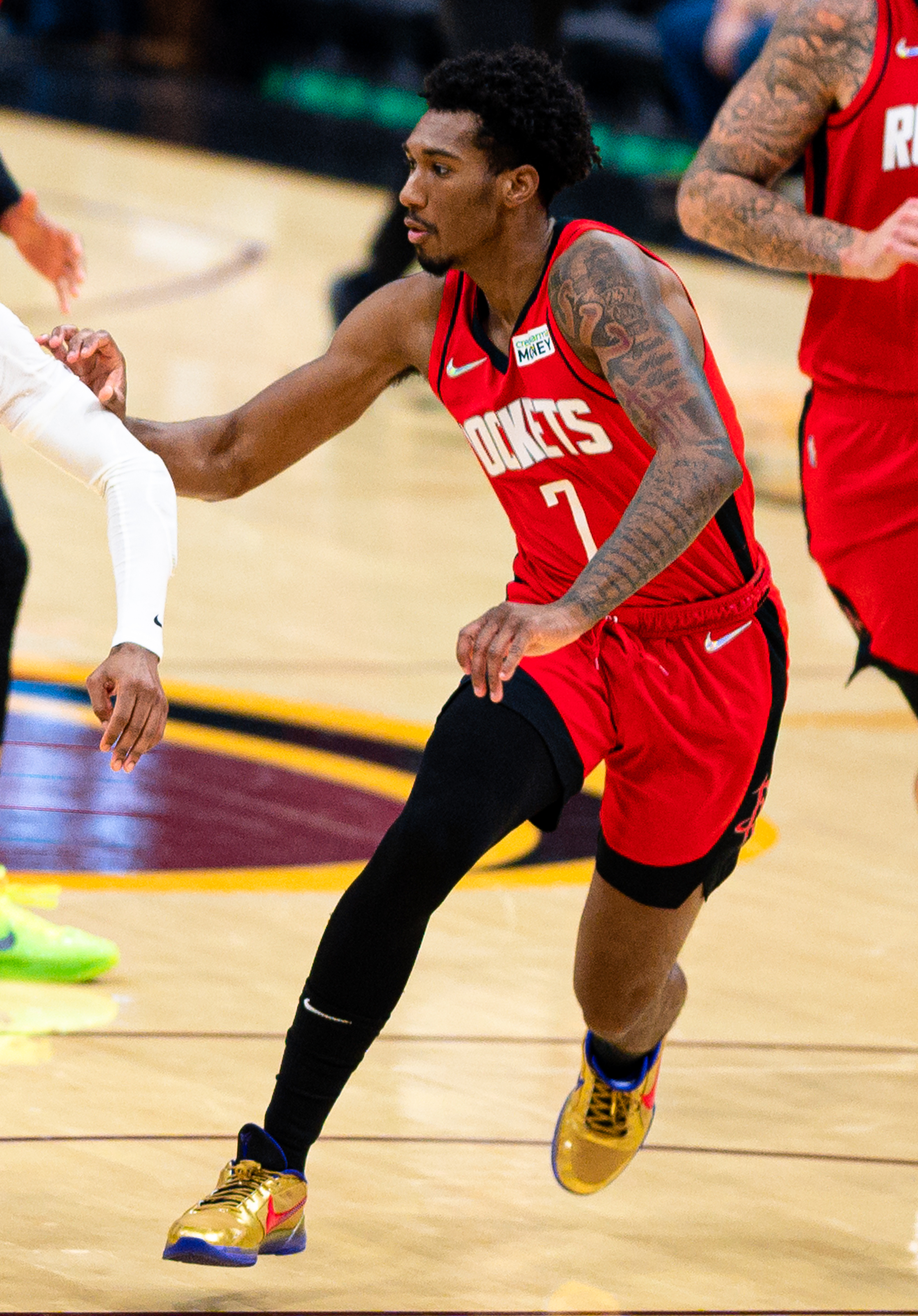
La scommessa Armoni Brooks, esordiente nel continente europeo.

 Nell'estate non vengono rinnovati i contratti di giocatori importanti negli ultimi anni come Melli, Hall e Hines con i primi due che entrano a far parte del roster del Fenerbahce mentre Hines comunica il suo ritiro dal campo. Nel reparto lunghi diventano free agent anche Voigtmann e Poythress. Tra gli esterni non rimangono Baron (con pochissime presenze nella stagione passata per infortuni), Napier e Valentine, rimasto in Serie A firmando a Trieste. Il playmaker Lô, non facente più parte dei piani dello staff tecnico, riesce a trovare un accordo con il Paris risolvendo il contratto biennale con la società meneghina. Il 14 giugno viene ufficializzato il primo acquisto dell'Olimpia, il lungo Paul Eboua che tuttavia rimane in prestito annuale presso la Vanoli Cremona. Nel reparto lunghi vengono firmati: Nebo proveniente dal Maccabi Tel Aviv, Diop da Sassari, McCormack e il ritorno in casa Olimpia di LeDay dopo tre stagioni. Sugli esterni si hanno le firme di: Brooks alla prima esperienza in Europa, Dimitrijević, Causeur dal Real Madrid e l'argentino naturalizzato Bolmaro.
La squadra ha esordito il 21 settembre in Supercoppa italiana contro la Reyer Venezia, vincendo l'incontro e aggiudicandosi la finale contro la Virtus Bologna conquistando la quinta Supercoppa della storia alla Unipol Arena di Casalecchio di Reno.
Gli esordi in campionato e Eurolega partono entrambe con una sconfitta, 84-78 sul campo della Pallacanestro Trieste in campionato, e 93-80 contro i locali del Monaco in Eurolega.
Le prime vittorie in campionato e in Europa arrivano la settimana successiva, vincendo in casa contro Sassari e Parigi. L'andamento in campionato è positivo con quattro gare vinte consecutive mentre in Eurolega le sconfitte consecutive sono quattro, salvo poi risollevarsi nel derby con la Virtus Bologna lasciando l'ultima posizione. Nella stessa settimana si ha la pesante sconfitta in campionato sul campo di Trento con un passivo di meno trentaquattro punti. Il 4 novembre viene annunciata la firma pluriennale di Niccolò Mannion in forza a Varese a cui viene pagato un buyout di trecentomila euro. A fine novembre, per sopperire all'infortunio di Nebo e al rendimento di McCormak la società risolve il contratto con quest'ultimo, ingaggiando il centro Freddie Gillespie in arrivo dal campionato neozelandese. 
L'Andamento in campionato riceve una battuta d'arresto per tre gare consecutive, perdendo in casa con Derthona, Bologna e in trasferta nel derby con Varese, arrivando al nono posto dopo undici giornate. Nelle quattro gare seguenti chiude il girone di andata con quattro vittorie consecutive, qualificandosi per le Final eight di Coppa Italia. In Eurolega, dopo un avvio deludente, si riscatta vincendo sei gare consecutive riportandosi in zona play-in. Dopo questo filotto di partite seguono tre sconfitte consecutive di cui due ad Assago con un punto di scarto in entrambe le gare contro Bayern Monaco e Olympiakos. 
Alle Final eight di Coppa Italia svoltasi a Torino, l'Olimpia arriva in finale battendo ai quarti la Virtus Bologna e in semifinale la Leonessa Brescia. La finale vede opposta l'Aquila Basket Trento che conquista la competizione sconfiggendo Milano 63-79.
Con due giornate di anticipo l'Olimpia non riesce a qualificarsi per i Play-in di Eurolega, perdendo contro il Barcellona, nelle ultime due partite perde prima in casa della Virtus Bologna e vince l'ultima in casa contro il Baskonia, chiudendo la stagione europea con un undicesimo posto con diciassette vittorie e altrettante sconfitte. In campionato termina la stagione regolare al quinto posto, trovandosi Trento (quarta classificata) come avversaria nel primo turno di Play-off.
Ai play-off l'Olimpia passa il turno vincendo tre gare e perdendone una contro l'Aquila Trento, accedendo in questo modo in semifinale contro la Virtus Bologna che ha la meglio per tre partite vinte e una sola vittoria per l'Olimpia che non riesce a a raggiungere la finale dopo quattro stagioni consecutive.

## Maglie
Il fornitore ufficiale del materiale tecnico per la stagione 2024-2025 è EA7 Emporio Armani. Nella divisa di campionato è presente lo scudetto FIP come detentrice del campionato precedente. Il nuovo sponsor principale è MediaWorld, tra gli sponsor secondari frontalmente vi sono: Acqua di Giò, EA eyewear e Gi Group e Simmenthal, mentre sul retro Drivalia e AON si trovano al di sopra del numero di maglia e al di sotto Emporio Armani. La divisa risulta molto classica con una banda verticale sui fianchi di colore societario differente da quello principale.
Alla divisa utilizzata in Eurolega viene applicata su entrambi i fianchi una linea verticale di colore blu notte contenente quattro stelle a cinque punte sulla maglia e cinque stelle sui pantaloncini. Come sponsor principale è presente Eni Plenitude.
| Campionato Rossa | Campionato Bianca | Eurolega Rossa | Eurolega Bianca |

## Organigramma societario
Dal sito internet della società.
Area dirigenziale
- Proprietario: Giorgio Armani
- Presidente Cda: Pantaleo Dell'Orco
- Presidente Basketball Operations: Ettore Messina
- General Manager: Christos Stavropoulos

Area tecnica
- Allenatore: Ettore Messina
- Vice allenatore: Mario Fioretti
- Assistente allenatore: Alberto Seravalli, Milan Tomić
- Player Development Coach: Giuseppe Mangone
- Video coordinator: Stefano Bizzozero
- Coordinatore performance: Francesco Cuzzolin
- Preparatore atletico: Giustino Danesi, Federico Conti
- Responsabile settore giovanile: Michele Catalani

Area sportiva
- Direttore sportivo: Gianmaria Vacirca
- Scouting: Alberto Rossini
- Team Manager: Filippo Leoni
- Assistente Team Manager: Gianmarco Gaito
- Equipment Manager: Alessandro Barenghi, Daniele Ferrante
- Dirigente addetto arbitri: Gianluca Solani

Area sanitaria
- Medico: Matteo Acquati, Michele Ronchi
- Fisioterapista: Alessandro Colombo, Claudio Lomma, Mauro Bianchi
- Osteopata: Andrea Amalto
- Ortopedico: Andrea Panzeri
- Nutrizionista: Giulia Baroncini

Area comunicazione
- Media Director: Claudio Limardi
- Social media Coordiator: Camilla Limonta
- Social media specialist: Davide Di Ninno
- Graphic Designer: Alessio Gaffuri
- Videomaker: Andrea Monticelli

Area marketing
- Marketing Manager: Roberto Bottali
- Ticketing executive: Gabriele Salis
- Marketing specialist: Andrea Colombo
- Ticketing strategy coordinator: Alessandro Salerno
- Youth development program: Michele Samaden
- Merchandising: Davide Savino
- Front desk: Vanimara Santos

## Roster
Aggiornato al 3 agosto 2024.
| EA7 Emporio Armani Milano 2024-25 | EA7 Emporio Armani Milano 2024-25 |
| Giocatori                         | Staff tecnico                     |
| --------------------------------- | --------------------------------- |

| N. | Naz.                                            | Ruolo | Nome                | Anno | Alt.   | Peso   |  |
| -- | ----------------------------------------------- | ----- | ------------------- | ---- | ------ | ------ |  |
| 1  | Macedonia del Nord (bandiera)                   | P     | Nenad Dimitrijević  | 1998 | 190 cm | 79 kg  |  |
| 2  | Italia (bandiera)                               | P     | Niccolò Mannion     | 2001 | 190 cm | 86 kg  |  |
| 3  | Italia (bandiera)                               | G     | Giordano Bortolani  | 2000 | 193 cm | 85 kg  |  |
| 5  | Francia (bandiera)                              | G     | Fabien Causeur      | 1987 | 196 cm | 90 kg  |  |
| 6  | Italia (bandiera)                               | A     | Diego Garavaglia    | 2007 | 200 cm |        |  |
| 7  | Italia (bandiera)                               | G     | Stefano Tonut       | 1993 | 194 cm | 100 kg |  |
| 10 | Argentina (bandiera) · Italia (bandiera)        | PG    | Leandro Bolmaro     | 2000 | 198 cm | 91 kg  |  |
| 12 | Stati Uniti (bandiera)                          | G     | Armoni Brooks       | 1998 | 191 cm | 88 kg  |  |
| 16 | Stati Uniti (bandiera) · Azerbaigian (bandiera) | AG    | Zach LeDay          | 1994 | 203 cm | 103 kg |  |
| 17 | Italia (bandiera)                               | AG    | Giampaolo Ricci (C) | 1991 | 202 cm | 102 kg |  |
| 19 | Italia (bandiera)                               | C     | Luigi Suigo         | 2007 | 218 cm |        |  |
| 20 | Italia (bandiera)                               | G     | Achille Lonati      | 2007 | 195 cm |        |  |
| 21 | Italia (bandiera)                               | P     | Diego Flaccadori    | 1996 | 193 cm | 84 kg  |  |
| 25 | Senegal (bandiera)                              | C     | Ousmane Diop (F)    | 2000 | 204 cm | 100 kg |  |
| 30 | Italia (bandiera)                               | C     | Guglielmo Caruso    | 1999 | 208 cm | 96 kg  |  |
| 31 | Stati Uniti (bandiera) · Danimarca (bandiera)   | AP    | Shavon Shields (C)  | 1994 | 201 cm | 97 kg  |  |
| 32 | Stati Uniti (bandiera) · Slovenia (bandiera)    | C     | Josh Nebo           | 1997 | 206 cm | 111 kg |  |
| 33 | Montenegro (bandiera) · Spagna (bandiera)       | AG    | Nikola Mirotić      | 1991 | 208 cm | 108 kg |  |
| 35 | Stati Uniti (bandiera)                          | C     | David McCormack     | 1999 | 208 cm | 113 kg |  |
| 55 | Stati Uniti (bandiera)                          | C     | Freddie Gillespie   | 1997 | 208 cm | 111 kg |  |
|    | Italia (bandiera)                               | C     | Leonardo Okeke (IN) | 2003 | 212 cm | 108 kg |  |

| Allenatore |
| - Ettore Messina                                                                                                 |
| Assistente/i |
| - Mario Fioretti - Alberto Seravalli - / Milan Tomić Legenda - (C) Capitano - (IN) Inattivo - Infortunato Roster |

## Mercato

### Sessione estiva
| P  | Nenad Dimitrijević | UNICS Kazan'     | svincolato    |
| PG | Leandro Bolmaro    | Bayern Monaco    | svincolato    |
| G  | Armoni Brooks      | Ontario Clippers | svincolato    |
| G  | Fabien Causeur     | Real Madrid      | svincolato    |
| AG | Paul Eboua         | Vanoli Cremona   | svincolato    |
| AG | Zach LeDay         | Partizan         | svincolato    |
| C  | Ousmane Diop       | Dinamo Sassari   | svincolato    |
| C  | David McCormack    | Galatasaray      | svincolato    |
| C  | Josh Nebo          | Maccabi Tel Aviv | svincolato    |
| C  | Leonardo Okeke     | Pall. Varese     | fine prestito |

| Cessioni | Cessioni           | Cessioni             | Cessioni         | Cessioni |
| R.       | Nome               | a                    | Modalità         |          |
| -------- | ------------------ | -------------------- | ---------------- | -------- |
| P        | Maodo Lô           | Paris                | risoluzione      |          |
| P        | Shabazz Napier     | Bayern Monaco        | fine contratto   |          |
| G        | Billy Baron        | Shanghai Sharks      | fine contratto   |          |
| G        | Devon Hall         | Fenerbahçe           | fine contratto   |          |
| G        | Denzel Valentine   | Pall. Trieste        | fine contratto   |          |
| AG       | Paul Eboua         | Vanoli Cremona       | prestito         |          |
| A        | Denis Badalau      | Aquila Trento        | fine contratto   |          |
| AG       | Nicolò Melli       | Fenerbahçe           | fine contratto   |          |
| AG       | Alex Poythress     | Zenit S. Pietroburgo | fine contratto   |          |
| AC       | Johannes Voigtmann | Bayern Monaco        | fine contratto   |          |
| C        | Kyle Hines         |                      | ritirato         |          |
| C        | Ismaël Kamagate    | Derthona Basket      | rinnovo prestito |          |

### Dopo l'inizio della stagione
| Acquisti | Acquisti          | Acquisti       | Acquisti         | Acquisti               |
| R.       | Nome              | da             | Data             | Modalità               |
| -------- | ----------------- | -------------- | ---------------- | ---------------------- |
| P        | Niccolò Mannion   | Pall. Varese   | 4 novembre 2024  | definitivo (300.000 €) |
| C        | Freddie Gillespie | N.Z. Breakers  | 20 novembre 2024 | svincolato             |
| AC       | Paul Eboua        | Vanoli Cremona | 6 dicembre 2024  | fine prestito          |

| Cessioni | Cessioni        | Cessioni      | Cessioni         | Cessioni    |
| R.       | Nome            | a             | Data             | Modalità    |
| -------- | --------------- | ------------- | ---------------- | ----------- |
| C        | David McCormack | Alba Berlino  | 25 novembre 2024 | rescissione |
| AG       | Paul Eboua      | Trapani Shark | 6 dicembre 2024  | prestito    |
| C        | Leonardo Okeke  | Pall. Cantù   | gennaio 2024     | rescissione |

## Risultati

### Serie A

#### Stagione regolare

##### Girone d'andata
| Arbitri: | Giovannetti Valzani Borgo |

|                               |            |                                         |
| Ross 22 Valentine 19 Brown 18 | Punti      | 18 LeDay, Mirotić 12 Shields 11 Bolmaro |
| Ross 6                        | Assist     | 7 Dimitrijević                          |
| Valentine 6                   | Rimbalzi   | 10 Mirotić                              |
| Jamion Christian              | Allenatori | Ettore Messina                          |

| Arbitri: | Sahin Quarta Paglialunga |

|                                          |            |                                   |
| LeDay, Mirotić 15 Flaccadori 13 Tonut 12 | Punti      | 24 Fobbs 14 Bendžius 13 Halilovic |
| Dimitrijević 6                           | Assist     | 4 Cappelletti, Bibbins            |
| LeDay 6                                  | Rimbalzi   | 5 Bendžius                        |
| Ettore Messina                           | Allenatori | Nenad Marković                    |

| Arbitri: | Rossi Borgioni Capotorto |

|                                             |            |                                     |
| Dimitrijević, Shields 15 LeDay 13 Brooks 12 | Punti      | 19 Della Valle 16 Ivanović 15 Ndour |
| Dimitrijević 6                              | Assist     | 6 Ivanović                          |
| McCormack 7                                 | Rimbalzi   | 6 Bilan                             |
| Ettore Messina                              | Allenatori | Giuseppe Poeta                      |

| Arbitri: | Attard Lo Guzzo Nicolini |

|                            |            |                                             |
| Gray 22 Stewart 20 Akin 13 | Punti      | 20 Brooks 13 Dimitrijevic 11 Tonut, Shields |
| Cinciarini 11              | Assist     | 4 Mirotic                                   |
| Akin 7                     | Rimbalzi   | 7 Tonut                                     |
| Marcelo Nicola             | Allenatori | Ettore Messina                              |

| Arbitri: | Bartoli Perciavalle Patti |

|                                    |            |                                 |
| Brooks 20 Mirotic 13 Flaccadori 11 | Punti      | 23 Totè 14 Drežnjak 12 Copeland |
| Dimitrijevic, Flaccadori 5         | Assist     | 7 De Nicolao                    |
| Brooks 8                           | Rimbalzi   | 8 Totè                          |
| Mario Fioretti                     | Allenatori | Igor Miličić                    |

| Arbitri: | Sahin Quarta Noce |

|                                |            |                                     |
| Forray 16 Cale 15 Zukauskas 13 | Punti      | 13 Brooks 10 Bolmaro 8 LeDay, Ricci |
| Ellis 5                        | Assist     | 3 LeDay                             |
| Bayehe 9                       | Rimbalzi   | 8 LeDay                             |
| Paolo Galbiati                 | Allenatori | Ettore Messina                      |

| Arbitri: | Lanzarini Borgioni Galasso |

|                                              |            |                                   |
| Dimitrijevic 17 Bolmaro, LeDay 16 Mirotic 11 | Punti      | 18 Kabengele 17 Parks 16 McGruder |
| Dimitrijevic 10                              | Assist     | 6 Fernández, Casarin              |
| Bolmaro 10                                   | Rimbalzi   | 11 Kabengele                      |
| Ettore Messina                               | Allenatori | Neven Spahija                     |

| Arbitri: | Mazzoni Perciavalle Valleriani |

|                              |            |                                      |
| Owens 21 Davis 15 Nikolić 14 | Punti      | 31 Brooks 17 Mirotic 11 LeDay, Ricci |
| Davis 11                     | Assist     | 6 Mannion                            |
| Owens 8                      | Rimbalzi   | 9 Ricci                              |
| Demis Cavina                 | Allenatori | Ettore Messina                       |

| Arbitri: | Giovannetti Grigioni Patti |

|                                        |            |                                              |
| Brooks 26 Shields 17 LeDay, Mirotic 15 | Punti      | 26 Kuhse 19 Gorham 11 Vital, Baldasso, Weems |
| Dimitrijevic 6                         | Assist     | 6 Kuhse                                      |
| Brooks, LeDay 5                        | Rimbalzi   | 6 Weems                                      |
| Ettore Messina                         | Allenatori | Walter De Raffaele                           |

| Arbitri: | Attard Sahin Noce |

|                                       |            |                                            |
| Mirotic 21 Brooks, LeDay 10 Shields 9 | Punti      | 19 Shengelia 12 Clyburn, Žižić 9 Belinelli |
| Mannion 4                             | Assist     | 5 Hackett                                  |
| Mirotic 7                             | Rimbalzi   | 6 Pajola, Clyburn                          |
| Ettore Messina                        | Allenatori | Nenad Jakovljević                          |

| Arbitri: | Baldini Perciavalle Pepponi |

|                              |            |                                        |
| Johnson 21 Sykes 17 Hands 15 | Punti      | 19 Brooks, LeDay 15 Mannion 13 Shields |
| Librizzi, Sykes 5            | Assist     | 3 Shields                              |
| Tyus 10                      | Rimbalzi   | 14 LeDay                               |
| Herman Mandole               | Allenatori | Ettore Messina                         |

| Arbitri: | Giovannetti Valzani Galasso |

|                               |            |                                           |
| Mirotic 29 Shields 22 Diop 13 | Punti      | 21 Alibegović, Notae 20 Galloway 10 Eboua |
| Mannion, Dimitrijevic 5       | Assist     | 6 Robinson                                |
| LeDay 6                       | Rimbalzi   | 6 Horton                                  |
| Ettore Messina                | Allenatori | Jasmin Repeša                             |

| Arbitri: | Lanzarini Paglialunga Pepponi |

|                                   |            |                                |
| Bowman 27 Paulicap 15 Harrison 10 | Punti      | 26 Shields 12 Mirotic 11 LeDay |
| Mascolo 3                         | Assist     | 3 Mannion, Shields             |
| Paulicap 8                        | Rimbalzi   | 6 Shields                      |
| Francesco Vitucci                 | Allenatori | Ettore Messina                 |

| Arbitri: | Rossi Borgo Patti |

|                                        |            |                               |
| Forrest 24 Christon 17 Kemp, Šiliņš 15 | Punti      | 28 Brooks 15 Tonut 13 Mannion |
| Christon 6                             | Assist     | 4 Mannion                     |
| Kemp 8                                 | Rimbalzi   | 9 Mirotic                     |
| Gašper Okorn                           | Allenatori | Ettore Messina                |

| Arbitri: | Gonella Borgioni Dori |

|                                         |            |                                    |
| Mirotic 33 Shields 23 Mannion, LeDay 13 | Punti      | 24 Cheatham 18 Winston 17 Gombauld |
| Shields 4                               | Assist     | 5 Smith                            |
| Ricci 6                                 | Rimbalzi   | 6 Faried                           |
| Ettore Messina                          | Allenatori | Dīmītrīs Priftīs                   |

##### Girone di ritorno
| Arbitri: | Giovannetti Bartoli Grigioni |

|                                       |            |                                           |
| Ennis 20 Kabengele 13 Parks, Simms 10 | Punti      | 15 Brooks 11 Shields, Gillespie 9 Mirotic |
| Ennis 5                               | Assist     | 4 Shields                                 |
| Parks 11                              | Rimbalzi   | 7 Gillespie                               |
| Neven Spahija                         | Allenatori | Ettore Messina                            |

| Arbitri: | Baldini Valzani Bongiorni |

|                                                 |            |                               |
| Shields 17 Tonut, LeDay, Gillespie 12 Brooks 11 | Punti      | 17 Brown 14 Valentine 12 Ross |
| quattro giocatori 4                             | Assist     | 7 Ross                        |
| Gillespie 5                                     | Rimbalzi   | 9 Brooks                      |
| Ettore Messina                                  | Allenatori | Jamion Christian              |

| Arbitri: | Quarta Gonella Valleriani |

|                               |            |                                                |
| LeDay 26 Shields 20 Brooks 18 | Punti      | 21 Hands 18 Johnson 12 Akobundu-Ehiogu, Alviti |
| Shields 7                     | Assist     | 9 Hands                                        |
| Caruso, LeDay 7               | Rimbalzi   | 5 Akobundu-Ehiogu, Johnson, Hands              |
| Ettore Messina                | Allenatori | Herman Mandole                                 |

| Arbitri: | Rossi Perciavalle Borgo |

|                                                           |            |                                                    |
| Cappelletti, Fobbs, Veronesi 11 Sokołowski 10 Halilović 9 | Punti      | 15 Dimitrijević 14 Bolmaro, LeDay 8 Mannion, Ricci |
| Cappelletti 9                                             | Assist     | 4 Shields                                          |
| Cappelletti 9                                             | Rimbalzi   | 9 Dimitrijević                                     |
| Massimo Bulleri                                           | Allenatori | Ettore Messina                                     |

| Arbitri: | Sahin Borgioni Buongiorni |

|                                     |            |                                              |
| Belinelli 19 Morgan 16 Shengelia 15 | Punti      | 22 Mirotic 17 LeDay 9 Mannion, Tonut, Brooks |
| Pajola 5                            | Assist     | 2 Causeur, Flaccadori                        |
| Belinelli 7                         | Rimbalzi   | 8 Brooks                                     |
| Dusko Ivanovic                      | Allenatori | Ettore Messina                               |

| Arbitri: | Bartoli Borgo Galasso |

|                                  |            |                                 |
| Brooks 27 LeDay 17 Flaccadori 11 | Punti      | 25 Macura 13 Bowman 10 Caroline |
| Bolmaro, Mannion 4               | Assist     | 7 Mascolo                       |
| Caruso 5                         | Rimbalzi   | 6 Macura                        |
| Ettore Messina                   | Allenatori | Francesco Vitucci               |

| Arbitri: | Attard Valzani Dori |

|                                   |            |                                        |
| Rivers 18 Bilan 15 Della Valle 11 | Punti      | 16 Bolmaro 15 Mannion, Shields 9 LeDay |
| Ivanović 6                        | Assist     | 3 Tonut                                |
| Bilan 12                          | Rimbalzi   | 8 LeDay                                |
| Giuseppe Poeta                    | Allenatori | Ettore Messina                         |

| Arbitri: | Rossi Paglialunga Noce |

|                                  |            |                                     |
| Mirotic 18 Shields 12 Bolmaro 11 | Punti      | 18 Ford, Lamb 11 Žukauskas 10 Niang |
| Mannion 4                        | Assist     | 11 Ellis                            |
| Caruso, Bolmaro 6                | Rimbalzi   | 7 Mawugbe                           |
| Ettore Messina                   | Allenatori | Paolo Galbiati                      |

| Arbitri: | Giovannetti Quarta Pepponi |

|                              |            |                                |
| Pullen 24 Green 21 Egbunu 16 | Punti      | 22 Mirotic 20 LeDay 12 Shields |
| Pangos 7                     | Assist     | 4 Mannion, LeDay, Shields      |
| Zubčić 10                    | Rimbalzi   | 5 Shields                      |
| Giorgio Valli                | Allenatori | Ettore Messina                 |

| Arbitri: | Bartoli Baldini Lucotti |

|                                        |            |                               |
| Barford 22 Winston 20 Smith, Faried 11 | Punti      | 20 Brooks 19 Mirotic 14 Tonut |
| Uglietti 6                             | Assist     | 5 Mannion                     |
| Faye, Faried 9                         | Rimbalzi   | 6 Brooks                      |
| Dīmītrīs Priftīs                       | Allenatori | Ettore Messina                |

| Arbitri: | Grigioni Borgo Marziali |

|                               |            |                                  |
| LeDay 24 Mirotic 18 Brooks 16 | Punti      | 19 Allen 15 Della Rossa 13 Cooke |
| Mannion 6                     | Assist     | 5 Della Rossa                    |
| Mirotic 9                     | Rimbalzi   | 11 Cooke                         |
| Ettore Messina                | Allenatori | Gašper Okorn                     |

| Arbitri: | Lo Guzzo Bongiorni Galasso |

|                                   |            |                             |
| Brooks 29 Mannion 21 Bortolani 16 | Punti      | 21 Willis 14 Davis 13 Owens |
| quattro giocatori 3               | Assist     | 9 Christon                  |
| Diop, Brooks 6                    | Rimbalzi   | 5 Nikolić, Omenaka          |
| Ettore Messina                    | Allenatori | Pierluigi Brotto            |

| Arbitri: | Sahin Borgioni Noce |

|                                                        |            |                                         |
| Vital 16 Gorham, Candi, Biligha 10 Denegri, Baldasso 8 | Punti      | 18 Mirotic 12 Mannion, LeDay 11 Shields |
| Kuhse 4                                                | Assist     | 4 Brooks, Bolmaro, LeDay                |
| Biligha 5                                              | Rimbalzi   | 6 Brooks                                |
| Walter De Raffaele                                     | Allenatori | Ettore Messina                          |

| Arbitri: | Rossi Lo Guzzo Bartoli |

|                                   |            |                               |
| Galloway 20 Robinson 18 Horton 14 | Punti      | 19 Brooks 14 Mirotic 13 LeDay |
| Galloway, Robinson, Horton 4      | Assist     | 5 Mannion                     |
| Horton 16                         | Rimbalzi   | 10 Mirotic                    |
| Jasmin Repeša                     | Allenatori | Ettore Messina                |

| Arbitri: | Gonella Borgo Dionisi |

|                                            |            |                                                |
| Nebo 12 Flaccadori 11 quattro giocatori 10 | Punti      | 19 Miaschi 10 Anim, Cinciarini 9 Pinkins, Akin |
| Tonut 5                                    | Assist     | 8 Cinciarini                                   |
| Nebo 9                                     | Rimbalzi   | 6 Sorokas                                      |
| Ettore Messina                             | Allenatori | Marco Ramondino                                |

#### Play-off

##### Quarti di finale
| Arbitri: | Guido Giovannetti (Bari) Mark Bartoli (Trieste) Valerio Grigioni (Roma) |

|                          |            |                                   |
| Lamb 19 Ellis 11 Cale 10 | Punti      | 16 LeDay 13 Mirotic 10 Flaccadori |
| Cale 4                   | Assist     | 2 Causeur, Ricci                  |
| Niang 8                  | Rimbalzi   | 9 Nebo                            |
| Paolo Galbiati           | Allenatori | Ettore Messina                    |

| Arbitri: | Saverio Lanzarini (Bologna) Edoardo Gonella (Genova) Andrea Bongiorni (Pisa) |

|                          |            |                                          |
| Ellis 17 Ford 14 Lamb 11 | Punti      | 13 Flaccadori, Mirotic 11 LeDay 9 Brooks |
| Ellis 5                  | Assist     | 2 Brooks, Causeur, Flaccadori            |
| Ellis 10                 | Rimbalzi   | 8 Causeur                                |
| Paolo Galbiati           | Allenatori | Ettore Messina                           |

| Arbitri: | Beniamino Manuel Attard (Priolo Gargallo) Tolga Ozge Sahin (Messina) Denis Quarta (Torino) |

|                                        |            |                                       |
| Shields 22 Brooks 20 LeDay, Mirotic 15 | Punti      | 24 Lamb 13 Ellis, Niang 10 Cale, Ford |
| Shields 5                              | Assist     | 5 Ellis                               |
| LeDay 9                                | Rimbalzi   | 5 Ellis                               |
| Ettore Messina                         | Allenatori | Paolo Galbiati                        |

| Arbitri: | Carmelo Lo Guzzo (Pisa) Lorenzo Baldini (Firenze) Daniele Vallerani (Ferentino) |

|                                          |            |                         |
| Shields 27 Bolmaro 17 Brooks, Mirotic 14 | Punti      | 19 Ford 16 Lamb 13 Cale |
| Brooks 3                                 | Assist     | 4 Lamb                  |
| Brooks, Mirotic 7                        | Rimbalzi   | 8 Cale, Niang           |
| Ettore Messina                           | Allenatori | Paolo Galbiati          |

##### Semifinale
| Arbitri: | Beniamino Manuel Attard (Priolo Gargallo) Mark Bartoli (Trieste) Valerio Grigioni (Roma) |

|                                         |            |                                     |
| Shengelia 18 Clyburn 13 Akele, Diouf 10 | Punti      | 14 Shields 12 Mirotić 10 Flaccadori |
| Hackett 4                               | Assist     | 4 Brooks                            |
| Akele 8                                 | Rimbalzi   | 7 Mirotić                           |
| Duško Ivanović                          | Allenatori | Ettore Messina                      |

| Arbitri: | Michele Rossi (Anghiari) Carmelo Lo Guzzo (Pisa) Denny Borgioni (Roma) |

|                                 |            |                                          |
| Diouf 14 Clyburn 11 Belinelli 9 | Punti      | 20 Brooks 14 Mirotić, Shields 11 Mannion |
| Cordinier 3                     | Assist     | 3 Brooks, Mannion                        |
| Pajola 5                        | Rimbalzi   | 7 Shields                                |
| Duško Ivanović                  | Allenatori | Ettore Messina                           |

| Arbitri: | Beniamino Manuel Attard (Priolo Gargallo) Guido Giovannetti (Bari) Lorenzo Baldini (Firenze) |

|                               |            |                                           |
| Mirotić 21 Shields 14 LeDay 8 | Punti      | 19 Cordinier, Shengelia 12 Taylor 8 Diouf |
| Ricci, Shields 3              | Assist     | 7 Taylor                                  |
| Mirotić 6                     | Rimbalzi   | 6 Shengelia                               |
| Ettore Messina                | Allenatori | Duško Ivanović                            |

| Arbitri: | Michele Rossi (Anghiari) Tolga Ozge Sahin (Messina) Denis Quarta (Torino) |

|                                |            |                                    |
| Mirotić 30 Shields 15 Brooks 9 | Punti      | 25 Shengelia 14 Cordinier 10 Diouf |
| Bolmaro 4                      | Assist     | 7 Pajola                           |
| LeDay 9                        | Rimbalzi   | 10 Shengelia                       |
| Ettore Messina                 | Allenatori | Duško Ivanović                     |

### Eurolega

#### Stagione regolare
| Arbitri: | Carlos Peruga Milan Nedovic Kristaps Konstantinovs |

|                                                |            |                                             |
| Diallo 20 Okobo 14 Korkmaz, Jaiteh, Strazel 10 | Punti      | 16 Brooks 11 Dimitrijević, LeDay 10 Shields |
| James 5                                        | Assist     | 5 Dimitrijević                              |
| Motiejūnas 8                                   | Rimbalzi   | 6 Dimitrijević                              |
| Saša Obradović                                 | Allenatori | Ettore Messina                              |

| Arbitri: | Juan Garcia Saulius Račys Vasiliki Tsaroucha |

|                                |            |                                              |
| Shields 21 Mirotic 15 LeDay 13 | Punti      | 17 Shorts 12 Malcolm 9 Hifi, Hayes, Jantunen |
| Shields 5                      | Assist     | 8 Shorts                                     |
| Diop, Mirotic, Shields 6       | Rimbalzi   | 7 Sy                                         |
| Ettore Messina                 | Allenatori | Tiago Splitter                               |

| Arbitri: | Miguel Perez Jakub Zamojski Steve Bittner |

|                                                         |            |                           |
| Vezenkov, McKissic 22 Papanikolaou 13 Vildoza, Peters 9 | Punti      | 16 LeDay 14 Diop 11 Ricci |
| Walkup 8                                                | Assist     | 7 Dimitrijević            |
| Vezenkov 7                                              | Rimbalzi   | 8 Mirotic                 |
| Giōrgos Mpartzōkas                                      | Allenatori | Ettore Messina            |

| Arbitri: | Emilio Perez Igor Dragojevic Huseyin Celik |

|                                |            |                                        |
| Mirotic 17 Shields 14 LeDay 13 | Punti      | 21 Giedraitis 17 Francisco 11 Sirvydis |
| Dimitrijević 4                 | Assist     | 6 Francisco                            |
| Mirotic 11                     | Rimbalzi   | 6 Butkevičius                          |
| Ettore Messina                 | Allenatori | Andrea Trinchieri                      |

| Arbitri: | Sreten Radovic Sergio Silva Thomas Bissuel |

|                               |            |                                               |
| Mirotic 29 LeDay 16 Brooks 12 | Punti      | 19 Bryant 17 Thompson 11 Nwora, Šmits, Osmani |
| Bolmaro 7                     | Assist     | 7 Thompson                                    |
| LeDay 7                       | Rimbalzi   | 6 Osmani                                      |
| Ettore Messina                | Allenatori | Tomislav Mijatović                            |

| Arbitri: | Mehdi Difallah Milos Koljensic Kristaps Konstantinovs |

|                                         |            |                                      |
| Forrest 22 Luwawu-Cabarrot 16 Moneke 11 | Punti      | 21 Mirotic 17 Brooks 15 Dimitrijević |
| Baldwin 7                               | Assist     | 8 Bolmaro                            |
| Diop 11                                 | Rimbalzi   | 6 Nebo, Mirotic                      |
| Pablo Laso                              | Allenatori | Mario Fioretti                       |

| Arbitri: | Ilija Belosevic Uros Nikolic Arturas Sukys |

|                                |            |                                     |
| Mirotic 21 LeDay 19 Causeur 18 | Punti      | 25 Shengelia 21 Belinelli 11 Morgan |
| Dimitrijević 9                 | Assist     | 10 Morgan                           |
| Mirotic 13                     | Rimbalzi   | 5 Diouf                             |
| Mario Fioretti                 | Allenatori | Luca Banchi                         |

| Arbitri: | Sasa Pukl Gytis Vilius Uros Obrknezevic |

|                                     |            |                                      |
| Dimitrijević 22 LeDay 17 Mannion 11 | Punti      | 13 Hezonja, Ibaka 11 Deck 10 Tavares |
| Mannion 5                           | Assist     | 4 Llull                              |
| LeDay 8                             | Rimbalzi   | 9 Tavares                            |
| Ettore Messina                      | Allenatori | Chus Mateo                           |

| Arbitri: | Boris Ryzhyk Milivoje Jovcic Aare Halliko |

|                                      |            |                                     |
| Procida 29 Williams 23 Mattisseck 21 | Punti      | 28 Mirotic 23 LeDay 14 Dimitrijević |
| Spagnolo 9                           | Assist     | 5 Bolmaro, Dimitrijević             |
| Williams 11                          | Rimbalzi   | 10 Mirotic                          |
| Israel González                      | Allenatori | Ettore Messina                      |

| Arbitri: | Miguel Perez Ioannis Foufis Sergio Silva |

|                                                   |            |                                         |
| Davies, Brown 17 Jones 12 Ntilikina, Pokuševski 9 | Punti      | 19 Mirotic 13 Mannion, LeDay 11 Bolmaro |
| Ntilikina 4                                       | Assist     | 7 Mannion                               |
| Brown 9                                           | Rimbalzi   | 9 Mirotic                               |
| Željko Obradović                                  | Allenatori | Ettore Messina                          |

| Arbitri: | Tomilsav Hordov Milan Nedovic Steve Bittner |

|                               |            |                                |
| LeDay 22 Mirotic 20 Brooks 16 | Punti      | 20 Hoard 14 Sorkin 13 Randolph |
| Mannion 8                     | Assist     | 10 Jokubaitis                  |
| Mirotic 8                     | Rimbalzi   | 5 Gabriel, Hoard, Sorkin       |
| Ettore Messina                | Allenatori | Oded Kattash                   |

| Arbitri: | Sreten Radovic Emilio Perez Luka Kardum |

|                                   |            |                                     |
| Baldwin 19 Žagars 16 Biberović 15 | Punti      | 29 Mirotic 19 LeDay 15 Dimitrijević |
| Baldwin 4                         | Assist     | 6 Mannion                           |
| Şanlı 6                           | Rimbalzi   | 9 Mirotic                           |
| Šarūnas Jasikevičius              | Allenatori | Ettore Messina                      |

| Arbitri: | Carlos Peruga Olegs Latisevs Kristaps Konstantinovs |

|                                         |            |                                |
| Mirotic 20 Mannion, Causeur 20 LeDay 14 | Punti      | 17 Yago 14 Canaan 12 Davidovac |
| Mannion 5                               | Assist     | 6 Yago                         |
| LeDay, Mirotic 7                        | Rimbalzi   | 8 Petrušev                     |
| Ettore Messina                          | Allenatori | Giannīs Sfairopoulos           |

| Arbitri: | Milivoje Jovcic Anne Panther Alberto Baena |

|                                        |            |                                     |
| LeDay, Mirotic 17 Brooks 14 Mannion 11 | Punti      | 24 Maledon 19 Lauvergne 13 Roberson |
| Dimitrijević 5                         | Assist     | 7 Lee                               |
| Causeur, LeDay 5                       | Rimbalzi   | 6 Ndiaye, Lauvergne                 |
| Ettore Messina                         | Allenatori | Pierric Poupet                      |

| Arbitri: | Mehdi Difallah Milan Nedovic Thomas Bissuel |

|                                 |            |                                |
| Punter 21 Anderson 17 Veselý 13 | Punti      | 33 LeDay 19 Mirotic 11 Shields |
| Satoranský 5                    | Assist     | 6 Mannion                      |
| Punter 6                        | Rimbalzi   | 7 Mirotic                      |
| Joan Peñarroya                  | Allenatori | Ettore Messina                 |

| Arbitri: | Juan Garcia Saulius Racys Eduard Udyanskyy |

|                                     |            |                                                |
| Nunn 39 Grant 12 Sloukas, Yurtseven | Punti      | 16 Mirotic 15 Dimitrijević 11 Mannion, Shields |
| Grant 8                             | Assist     | 3 Dimitrijević                                 |
| Lessort 8                           | Rimbalzi   | 4 LeDay, Mirotic                               |
| Ergin Ataman                        | Allenatori | Ettore Messina                                 |

| Arbitri: | Sasa Pukl Piotr Pastusiak Marcin Kowalski |

|                                |            |                                     |
| Mirotic 18 LeDay 14 Causeur 13 | Punti      | 25 Edwards 23 Booker 10 Weiler-Babb |
| Mirotic 6                      | Assist     | 12 Weiler-Babb                      |
| Nebo 8                         | Rimbalzi   | 7 Voigtmann, Booker                 |
| Ettore Messina                 | Allenatori | Gordon Herbert                      |

| Arbitri: | Tomislav Hordov Uros Nikolic Arturas Sukys |

|                                  |            |                                   |
| Mirotic 16 Shields 15 Bolmaro 14 | Punti      | 21 Vezenkov 18 Fournier 14 Peters |
| Bolmaro 6                        | Assist     | 7 Williams-Goss, Fournier         |
| LeDay 4                          | Rimbalzi   | 8 Papanikolaou                    |
| Ettore Messina                   | Allenatori | Giōrgos Mpartzōkas                |

| Arbitri: | Ilija Belosevic Jordi Aliaga Jakub Zamojski |

|                                   |            |                                        |
| de Colo 22 Maledon 18 Roberson 12 | Punti      | 18 Mirotic 17 LeDay 7 Mannion, Shields |
| de Colo 3                         | Assist     | 3 quattro giocatori                    |
| Sako 8                            | Rimbalzi   | 8 Mirotic                              |
| Pierric Poupet                    | Allenatori | Ettore Messina                         |

| Arbitri: | Mehdi Difallah Carlos Cortes Gytis Vilius |

|                                     |            |                                        |
| Sorkin 16 Randolph 15 Jokubaitis 14 | Punti      | 18 Shields 17 LeDay, Mirotic 15 Brooks |
| Blatt 5                             | Assist     | 4 Shields                              |
| Williams 6                          | Rimbalzi   | 5 Tonut, Gillespie                     |
| Oded Kattash                        | Allenatori | Ettore Messina                         |

| Arbitri: | Sreten Radovic Arturas Sukys Uros Obrknezevic |

|                                |            |                                   |
| Mirotic 21 LeDay 18 Shields 16 | Punti      | 13 Wetzell 11 McCormack 9 Procida |
| Bolmaro 8                      | Assist     | 6 Hermannsson                     |
| Gillespie, LeDay 6             | Rimbalzi   | 7 Wetzell                         |
| Ettore Messina                 | Allenatori | Israel González                   |

| Arbitri: | Robert Lottermoser Piotr Pastusiak Amit Balak |

|                                         |            |                                  |
| Shields, Mirotic 16 Bolmaro 14 LeDay 10 | Punti      | 26 Brown 24 Jones C. 22 Jones T. |
| Bolmaro 5                               | Assist     | 9 Jones C.                       |
| Mirotic 6                               | Rimbalzi   | 7 Brown, Jones T.                |
| Ettore Messina                          | Allenatori | Željko Obradović                 |

| Arbitri: | Miguel Perez Joseph Bissang Jakub Zamojski |

|                               |            |                              |
| Beaubois 18 Nwora 15 Šmits 13 | Punti      | 13 Brooks 10 LeDay 9 Shields |
| Dozier 9                      | Assist     | 3 Dimitrijević, Shields      |
| Bryant 9                      | Rimbalzi   | 10 Gillespie                 |
| Luca Banchi                   | Allenatori | Ettore Messina               |

| Arbitri: | Carlos Peruga Milivoje Jovcic Carlos Cortes |

|                                  |            |                                    |
| LeDay 33 Mannion 14 Gillespie 11 | Punti      | 22 Kōstas Sloukas 18 Nunn 12 Osman |
| Shields, Mannion 3               | Assist     | 6 Sloukas                          |
| LeDay 8                          | Rimbalzi   | 13 Hernangómez                     |
| Ettore Messina                   | Allenatori | Ergin Ataman                       |

| Arbitri: | Mehdi Difallah Jordi Aliaga Saulius Racys |

|                                          |            |                               |
| Giffey, Lučić 16 Voigtmann 13 Edwards 12 | Punti      | 17 LeDay 13 Brooks 12 Shields |
| Weiler-Babb 7                            | Assist     | 2 Dimitrijević, Bolmaro       |
| da Silva, Branković 6                    | Rimbalzi   | 3 Ricci, Brooks               |
| Gordon Herbert                           | Allenatori | Ettore Messina                |

| Arbitri: | Juan Garcia Emilio Perez Anne Panther |

|                                    |            |                                |
| Francisco 29 Walker 22 Sirvydis 17 | Punti      | 26 LeDay 21 Mannion 17 Shields |
| Francisco 4                        | Assist     | 6 Mannion                      |
| Walker 7                           | Rimbalzi   | 7 Gillespie, Mannion           |
| Andrea Trinchieri                  | Allenatori | Ettore Messina                 |

| Arbitri: | Emin Mogulkoc Carlos Peruga Arturas Sukys |

|                                |            |                          |
| Mirotic 22 Shields 19 LeDay 10 | Punti      | 16 Okobo 15 James 9 Loyd |
| Shields 5                      | Assist     | 6 Okobo                  |
| Shields 9                      | Rimbalzi   | 7 Blossomgame            |
| Ettore Messina                 | Allenatori | Vasilīs Spanoulīs        |

| Arbitri: | Miguel Perez Milivoje Jovcic Luka Kardum |

|                                        |            |                                       |
| Shields 17 LeDay, Mirotic 11 Bolmaro 8 | Punti      | 18 McCollum 15 Baldwin 14 Hayes-Davis |
| Mannion 3                              | Assist     | 4 Gudurić                             |
| Mirotic 6                              | Rimbalzi   | 5 Bango                               |
| Ettore Messina                         | Allenatori | Šarūnas Jasikevičius                  |

| Arbitri: | Emilio Perez Oļegs Latiševs Saulius Racys |

|                                                  |            |                                |
| Kalinić, Nedovic 12 Canaan, Petrušev 11 Brown 10 | Punti      | 19 Mirotic 15 LeDay 14 Shields |
| Nedovic 5                                        | Assist     | 5 Mannion                      |
| Kalinić 8                                        | Rimbalzi   | 7 Mirotic                      |
| Giannīs Sfairopoulos                             | Allenatori | Ettore Messina                 |

| Arbitri: | Juan Garcia Milan Nedovic Carlos Cortes |

|                                  |            |                                |
| Shorts 24 Herrera, Lô 13 Ward 11 | Punti      | 18 Causeur 17 Mannion 14 LeDay |
| Shorts 10                        | Assist     | 3 Tonut                        |
| Ward 7                           | Rimbalzi   | 9 Shields                      |
| Tiago Splitter                   | Allenatori | Ettore Messina                 |

| Arbitri: | Emin Mogulkoc Piotr Pastusiak Igor Dragojevic |

|                                        |            |                                         |
| Musa 21 Tavares 19 Campazzo, Garuba 11 | Punti      | 15 LeDay 14 Mirotic 13 Causeur, Shields |
| Campazzo 6                             | Assist     | 5 Mirotic                               |
| Tavares 7                              | Rimbalzi   | 4 Causeur, Mirotic                      |
| Chus Mateo                             | Allenatori | Ettore Messina                          |

| Arbitri: | Ilija Belosevic Luka Kardum Eduard Udyanskyy |

|                                  |            |                               |
| Mirotic 28 Shields 18 Mannion 14 | Punti      | 27 Brizuela 25 Punter 13 Sarr |
| Mannion 8                        | Assist     | 3 quattro giocatori           |
| Mirotic 9                        | Rimbalzi   | 7 Parra                       |
| Ettore Messina                   | Allenatori | Joan Peñarroya                |

| Arbitri: | Mehdi Difallah Carlos Cortes Maxime Boubert |

|                                          |            |                                      |
| Morgan 16 Shengelia 14 Clyburn, Žižić 13 | Punti      | 19 LeDay 10 Tonut, Ricci 9 Bortolani |
| Pajola, Shengelia, Morgan                | Assist     | 4 Mannion                            |
| Hackett, Shengelia, Clyburn              | Rimbalzi   | 6 Ricci                              |
| Ettore Messina                           | Allenatori | Duško Ivanović                       |

| Arbitri: | Emin Mogulkoc Borys Ryzhyk Arturas Sukys |

|                               |            |                                            |
| LeDay 32 Mirotic 23 Brooks 18 | Punti      | 17 Šamanić 10 Rogkavopoulos, Hall 9 Moneke |
| Mannion 7                     | Assist     | 5 Forrest                                  |
| Mirotic 10                    | Rimbalzi   | 7 Šamanić                                  |
| Ettore Messina                | Allenatori | Pablo Laso                                 |

### Coppa Italia
| Arbitri: | Beniamino Manuel Attard (Priolo Gargallo) Guido Giovannetti (Bari) Carmelo Lo Guzzo (Pisa) |

|                                    |            |                                     |
| Diouf 20 Shengelia 14 Belinelli 10 | Punti      | 19 Shields 16 LeDay 14 Dimitrijević |
| Pajola 5                           | Assist     | 4 Shields                           |
| Shengelia 8                        | Rimbalzi   | 7 LeDay                             |
| Duško Ivanović                     | Allenatori | Ettore Messina                      |

| Arbitri: | Beniamino Manuel Attard (Priolo Gargallo) Valerio Grigioni (Roma) Andrea Valzani (Milano) |

|                               |            |                                 |
| Ndour 20 Bilan 17 Ivanović 11 | Punti      | Shields 19 Mirotic 14 Bolmaro 8 |
| Ivanovic 6                    | Assist     | Shields 3                       |
| Bilan 8                       | Rimbalzi   | Bolmaro 6 Mirotic 6 Gillespie 6 |
| Giuseppe Poeta                | Allenatori | Ettore Messina                  |

| Arbitri: | Attard Giovannetti Rossi |

| |            | |
| Mirotic 20 · LeDay 12 · Shields 9 · Bolmaro 7 · Ricci 5 · Gillespie 4 · Tonut 3 · Mannion 2 · Dimitrijević 1 · Flaccadori · Diop · Caruso ne | Punti      | 23 Ford · 14 Ellis · 12 Lamb · 9 Cale · 8 Niang · 8 Žukauskas · 4 Mawugbe · 1 Forray · Pecchia · Hassan |
| Mannion 4 | Assist     | 3 Žukauskas                                                                                             |
| Shields 6 | Rimbalzi   | 9 Žukauskas                                                                                             |
| Ettore Messina | Allenatori | Paolo Galbiati                                                                                          |

### Supercoppa Italiana
| Arbitri: | Lanzarini Grigioni Gonella |

| |            | |
| Dimitrijević 14 · Mirotić 13 · LeDay 10 · Nebo 8 · Ricci 7 · Bolmaro 5 · Flaccadori 5 · Tonut 4 · Shields 4 · Diop 3 · Bortolani · Caruso | Punti      | 12 Tessitori · 10 Casarin · 9 Kabengele · 8 Simms · 7 Ennis · 5 Wheatle · 4 Munford · 4 Parks · 3 Moretti · Lever · ne Janelidze |
| Shields 4 | Assist     | 2 Casarin, Wheatle, Tessitori |
| Nebo 8 | Rimbalzi   | 8 Wheatle |
| Ettore Messina | Allenatori | Neven Spahija |

| Arbitri: | Lanzarini Attard Gonella |

| |            | |
| Nebo 20 · Bolmaro 18 · Mirotić 18 · Dimitrijević 16 · LeDay 11 · Shields 10 · Ricci 3 · Tonut 2 · Flaccadori · Diop · Bortolani ne · Caruso ne | Punti      | 18 Polonara · 17 Shengelia · 14 Clyburn · 11 Morgan · 11 Tucker · 9 Pajola · 6 Žižić · 4 Diouf · 3 Belinelli · 3 Hackett · ne Akele · ne Gražulis |
| Dimitrijević, Shields 6 | Assist     | 5 Hackett |
| Nebo, Tonut 9 | Rimbalzi   | 8 Shengelia |
| Ettore Messina | Allenatori | Luca Banchi |

## Statistiche

### Statistiche di squadra
| Competizione          | G  | V  | P  | Pt   | 2PT  | 3PT  | TL   | Rimbalzi | Rimbalzi | Rimbalzi | Stop | Palle | Palle | Ass  |
| Competizione          | G  | V  | P  | Pt   | 2PT  | 3PT  | TL   | Off      | Dif      | Tot      | Stop | Perse | Rec.  | Ass  |
| --------------------- | -- | -- | -- | ---- | ---- | ---- | ---- | -------- | -------- | -------- | ---- | ----- | ----- | ---- |
| LBA Serie A           | 30 | 20 | 10 | 89.4 | 58.0 | 38.8 | 82.2 | 9.5      | 25.1     | 34.6     | 2.4  | 10.9  | 6.6   | 17.1 |
| Playoff               | 8  | 4  | 4  | 79.2 | 55.3 | 32.9 | 75.2 | 10.3     | 23.7     | 34.0     | 3    | 10.2  | 6.5   | 13.3 |
| Euroleague Basketball | 34 | 17 | 17 | 85.4 | 54.1 | 39.5 | 83.0 | 8.8      | 23.1     | 31.9     | 2.0  | 12.1  | 6.4   | 17.3 |
| Supercoppa Italiana   | 2  | 2  | 0  | 85.5 | 53.2 | 34.6 | 87.5 | 8.0      | 26.0     | 34.0     | 4.0  | 11.0  | 6.0   | 18.0 |
| Coppa Italia          | 3  | 2  | 1  | 76.0 | 44.8 | 31.4 | 81.7 | 10.7     | 25.3     | 36.0     | 0.7  | 8.7   | 5.3   | 11.3 |
| Totale                | 77 | 45 | 32 | 83.1 | 53.0 | 35.4 | 81.9 | 9.4      | 24.6     | 34.1     | 2.4  | 10.5  | 6.1   | 15.4 |

### Andamento in campionato
| Giornata  | 1  | 2 | 3 | 4 | 5 | 6 | 7 | 8 | 9 | 10 | 11 | 12 | 13 | 14 | 15 | 16 | 17 | 18 | 19 | 20 | 21 | 22 | 23 | 24 | 25 | 26 | 27 | 28 | 29 | 30 |
| --------- | -- | - | - | - | - | - | - | - | - | -- | -- | -- | -- | -- | -- | -- | -- | -- | -- | -- | -- | -- | -- | -- | -- | -- | -- | -- | -- | -- |
| Luogo     | T  | C | C | T | C | T | C | T | C | C  | T  | C  | T  | T  | C  | T  | C  | C  | T  | T  | C  | T  | C  | T  | T  | C  | C  | T  | T  | C  |
| Risultato | P  | V | V | V | V | P | V | V | P | P  | P  | V  | V  | V  | V  | P  | V  | V  | V  | P  | V  | V  | V  | P  | P  | V  | V  | V  | P  | V  |
| Posizione | 12 | 7 | 4 | 5 | 4 | 6 | 5 | 4 | 6 | 6  | 9  | 8  | 7  | 5  | 5  | 7  | 5  | 5  | 4  | 5  | 5  | 5  | 3  | 5  | 5  | 5  | 5  | 5  | 5  | 5  |

Fonte:  Serie A – Classifica, su legabasket.it. URL consultato il 4 settembre 2024.
Legenda:

Luogo: C = Casa; T = Trasferta. Risultato: V = Vittoria; P = Sconfitta.
- = Turno di riposo.

### Andamento in Eurolega
| Giornata  | 1 | 2 | 3 | 4 | 5 | 6 | 7 | 8 | 9 | 10 | 11 | 12 | 13 | 14 | 15 | 16 | 17 | 18 | 19 | 20 | 21 | 22 | 23 | 24 | 25 | 26 | 27 | 28 | 29 | 30 | 31 | 32 | 33 | 34 |
| --------- | - | - | - | - | - | - | - | - | - | -- | -- | -- | -- | -- | -- | -- | -- | -- | -- | -- | -- | -- | -- | -- | -- | -- | -- | -- | -- | -- | -- | -- | -- | -- |
| Luogo     | T | C | T | C | C | T | C | C | T | T  | C  | T  | C  | C  | T  | T  | C  | C  | T  | T  | C  | C  | T  | C  | T  | T  | C  | C  | T  | T  | T  | C  | T  | C  |
| Risultato | P | V | P | P | P | P | V | V | P | V  | V  | V  | V  | V  | V  | P  | P  | P  | V  | V  | V  | P  | P  | V  | P  | V  | V  | P  | V  | P  | P  | P  | P  | V  |

Fonte:  EuroLeague 2024-25 Games, su euroleaguebasketball.net.
Legenda:

Luogo: C = Casa; T = Trasferta. Risultato: V = Vittoria; P = Sconfitta.
- = Turno di riposo.

### Statistiche giocatori
Fonte: Campionato, Coppa Italia, Supercoppa

Fonte Eurolega
| Giocatore       | Serie A+Playoff | Serie A+Playoff | Serie A+Playoff | Serie A+Playoff | Coppa Italia | Coppa Italia | Coppa Italia | Coppa Italia | Supercoppa Italiana | Supercoppa Italiana | Supercoppa Italiana | Supercoppa Italiana | Eurolega | Eurolega | Eurolega | Eurolega | Totale | Totale | Totale | Totale |
| Giocatore       | PG              | PTI             | AST             | RIM             | PG           | PTI          | AST          | RIM          | PG                  | PTI                 | AST                 | RIM                 | PG       | PTI      | AST      | RIM      | PG     | PTI    | AST    | RIM    |
| --------------- | --------------- | --------------- | --------------- | --------------- | ------------ | ------------ | ------------ | ------------ | ------------------- | ------------------- | ------------------- | ------------------- | -------- | -------- | -------- | -------- | ------ | ------ | ------ | ------ |
| L. Bolmaro      | 20+7            | 172+41          | 42+8            | 66+15           | 3            | 25           | 8            | 12           | 2                   | 23                  | 3                   | 2                   | 25       | 173      | 77       | 59       | 57     | 434    | 138    | 154    |
| G. Bortolani    | 15+0            | 75+0            | 12+0            | 13+0            | -            | -            | -            | -            | 1                   | 0                   | 0                   | 0                   | 4        | 17       | 3        | 3        | 20     | 92     | 15     | 16     |
| A. Brooks       | 25+8            | 388+92          | 26+18           | 110+35          | -            | -            | -            | -            | -                   | -                   | -                   | -                   | 32       | 244      | 25       | 65       | 65     | 724    | 69     | 210    |
| G. Caruso       | 23+1            | 59+0            | 7+1             | 45+2            | 0            | 0            | 0            | 0            | 1                   | 0                   | 0                   | 0                   | 22       | 58       | 6        | 32       | 47     | 117    | 14     | 79     |
| F. Causeur      | 5               | 10              | 8               | 10              | -            | -            | -            | -            | -                   | -                   | -                   | -                   | 22       | 182      | 37       | 61       | 27     | 192    | 45     | 71     |
| N. Dimitrijević | 15              | 123             | 62              | 40              | 3            | 19           | 6            | 2            | 2                   | 30                  | 7                   | 6                   | 27       | 204      | 77       | 42       | 47     | 376    | 152    | 90     |
| O. Diop         | 19+7            | 91+19           | 16+3            | 49+18           | 3            | 1            | 0            | 2            | 2                   | 3                   | 0                   | 0                   | 18       | 65       | 9        | 35       | 49     | 179    | 28     | 104    |
| D. Flaccadori   | 27+8            | 123+44          | 35+10           | 33+12           | 3            | 12           | 2            | 3            | 2                   | 5                   | 2                   | 3                   | 13       | 23       | 14       | 7        | 53     | 207    | 63     | 58     |
| D. Garavaglia   | 3               | 2               | 0               | 1               | -            | -            | -            | -            | -                   | -                   | -                   | -                   | 0        | 0        | 0        | 0        | 3      | 2      | 0      | 1      |
| F. Gillespie    | 14              | 71              | 12              | 52              | 3            | 10           | 0            | 13           | -                   | -                   | -                   | -                   | 20       | 58       | 10       | 45       | 37     | 139    | 22     | 110    |
| Z. LeDay        | 28+8            | 370+81          | 50+9            | 124+35          | 3            | 31           | 2            | 15           | 2                   | 21                  | 3                   | 10                  | 34       | 545      | 40       | 152      | 75     | 1048   | 104    | 336    |
| A. Lonati       | 0               | 0               | 0               | 0               | -            | -            | -            | -            | -                   | -                   | -                   | -                   | 1        | 0        | 1        | 0        | 1      | 0      | 1      | 0      |
| N. Mannion      | 24+8            | 198+38          | 77+13           | 43+17           | 3            | 13           | 7            | 4            | -                   | -                   | -                   | -                   | 27       | 230      | 107      | 39       | 62     | 479    | 204    | 103    |
| D. McCormack    | 4               | 28              | 2               | 13              | -            | -            | -            | -            | -                   | -                   | -                   | -                   | 6        | 6        | 1        | 4        | 10     | 34     | 3      | 17     |
| N. Mirotić      | 23+8            | 362+132         | 35+11           | 96+41           | 3            | 42           | 2            | 11           | 2                   | 31                  | 5                   | 8                   | 30       | 531      | 59       | 192      | 66     | 1098   | 112    | 348    |
| J. Nebo         | 4+1             | 32+8            | 3+1             | 15+9            | -            | -            | -            | -            | 2                   | 28                  | 3                   | 17                  | 4        | 33       | 3        | 18       | 11     | 101    | 10     | 59     |
| G. Ricci        | 30+8            | 126+30          | 11+8            | 84+16           | 3            | 19           | 1            | 12           | 2                   | 10                  | 2                   | 7                   | 32       | 114      | 14       | 79       | 75     | 299    | 36     | 198    |
| S. Shields      | 23+8            | 285+118         | 64+15           | 72+34           | 3            | 47           | 4            | 13           | 2                   | 14                  | 10                  | 5                   | 28       | 335      | 73       | 100      | 64     | 799    | 166    | 224    |
| L. Suigo        | 1               | 4               | 0               | 4               | -            | -            | -            | -            | -                   | -                   | -                   | -                   | 0        | 0        | 0        | 0        | 1      | 4      | 0      | 4      |
| S. Tonut        | 29+4            | 164+2           | 50+0            | 71+1            | 3            | 9            | 2            | 9            | 2                   | 6                   | 1                   | 10                  | 27       | 87       | 31       | 52       | 65     | 268    | 84     | 143    |